# Yuni
Yuni (jap. 由仁町 Yuni-chō) – miasto w Japonii, w prefekturze Hokkaido, w podprefekturze Sorachi. Według danych na rok 2020 miejscowość zamieszkiwało 4 822 mieszkańców , a gęstość zaludnienia wyniosła 36,1 os./km².